# Australiens herrlandslag i cricket
Australiens herrlandslag i cricket representerar Australien i Internationell cricket. Australiens landslag är det ett av de två äldsta testcricket lagen i världen, med deras första match spelad år 1877. Laget tävlar även i ODI-cricket och T20I-cricket, där de deltog i både den första ODI-säsongen (mot England i säsongen 1970/71), samt den första T20I säsongen (mot Nya Zeeland i säsongen 2004/05). Landslaget består av spelare som spelar i någon av de inhemska australiensiska crickettävlingarna, det vill säga Sheffield Shield, Marsh ODI-cup och Big Bash League.
Landslaget har spelat 834 testmatcher, med 394 vinster, 226 förluster och 2 oavgjorda. Per januari 2021 är Australien rankade som 3:e bäst i världen i Herrarnas ICC Testlagrankning, med 113 poäng. Australien är världens mest framgångsrika lag genom tiderna inom testcricket, sett till antal vinster, vinst/ förlust-marginal samt högst procent vinster.
Dess rivaliteter inkluderar The Ashes (med England), Border-Gavaskar trofén (med Indien) och Transtasmanska trofén (med Nya Zeeland)